# Södra Malmö
Södra Malmö este o arie protejată (arie specială de conservare — SAC, sit de importanță comunitară — SCI) din Suedia întinsă pe o suprafață de 1.804,6 ha, integral pe uscat.

## Localizare
Centrul sitului Södra Malmö este situat la coordonatele 57°47′20″N 16°43′17″E / 57.789°N 16.7213°E.

## Înființare
Situl Södra Malmö a fost declarat sit de importanță comunitară în ianuarie 2002 pentru a proteja un număr necunoscut de specii din flora spontană și fauna sălbatică aflate în arealul zonei. Situl a fost protejat și ca arie specială de conservare în martie 2011.

## Biodiversitate
Situată în ecoregiunile boreală și marină baltică, aria protejată conține 10 habitate naturale: Mlaștini turboase de tranziție și turbării mișcătoare, Pășuni de coastă din Baltica boreală, Lagune de coastă, Golfuri mici largi și golfuri puțin adânci, Pășuni din zone de pădure fino-scandinave, Pajiști fino-scandinave uscate până la mezice, bogate în specii de altitudine mică, Recifuri, Taiga vestică, Mlaștini împădurite, Insulițe și insule mici din Baltica boreală.
La baza desemnării sitului se află un număr nedeclarat de specii protejate.